# Bijele Strijele
Bijele Strijele (Die weißen Pfeile) waren eine jugoslawische Beat-Band aus Zagreb, die in den Jahren 1961 bis 1966 existierte.
Sie waren 1963/64 die erfolgreichste Beat-Band Jugoslawiens und eine der ersten, die neben Coverversionen internationaler Hits auch eigene Musikstücke spielte und aufnahm. In dieser Zeit veröffentlichten sie in schneller Folge insgesamt 7 Tonträger. Wohl aufgrund des nachlassenden Erfolgs löste sich die Band 1966 auf.

## Mitglieder
Die ursprüngliche Besetzung der Band bestand aus:
- Ignac Pavković (* 1943), Gitarre
- Zlatko Tretinjak (* 1943), Rhythmus-Gitarre
- Ivica Banfić (* 1944), Bass-Gitarre
- Željko Ilić (* 1944), Bass-Gitarre
- Mario Braco Škrinjarić (1945–1968), Schlagzeug
- Ranko Bačić (* 1944), Gesang
- Milan Miki Gelb (* 1945), Gesang
- Vladimir Rubčić (* 1944), Gesang (er schrieb auch die serbokroatischen Texte vieler Coverversionen englischsprachiger Titel)

Später gehörten auch zur Band:
- Zlatko Sović (* 1943), Gitarre
- Dražen Susić (* 1941), Klavier
- Ivan Balić (* 1943), Gesang, Klavier, Orgel

Auf ihren letzten Schallplatte (Jugoton EPY-3381, siehe unten) wirkten Balić, Banfić, Gelb, Rubčić, Sović, Škrinjarić und Tretinjak mit.

## Diskografie
In den Jahren 1963 und 1964 nahmen die Bijele Strijele 4 EPs und 3 Singles auf, jedoch keine Langspielplatte.

### EPs und Singles
- Svi trče oko Sue (Coverversion von Dion: Run around Sue); Rastanak (Coverversion von Brian Hyland: Sealed with a Kiss); The Wanderer (Coverversion von Dion); Strijele – Jugoton EPY-3233 (1963)
- (mit dem Vokalensemble 4M): Platno, boje, kist i twist; Ti si moje proljeće – Jugoton SY-1221 (1963)
- Divan krajolik (Coverversion von The Shadows: Wonderful Land); Šeći, ne trči (Coverversion von The Ventures: Walk, Don't Run) – Jugoton SY-1242 (1963)
- Mrzim taj dan (Coverversion von Bobby Sharp: Unchain My Heart); Ritam i želje – Jugoton SY-1251 (1963)
- (mit dem Vokalensemble 4M): Dolazi dan (Coverversion von The Beatles: It Won't Be Long); Ja ljubim ... je, je ... (Coverversion von The Beatles: She Loves You); Ideš bez rijeci (Quadro vedrai la mia ragazza); Din, din, don – (1963)
- Prilika za ljubav (Take a Chance on Love); Madison; Doviđenja (Coverversion von Del Shannon: So Long Baby); Lađica (Lodka) – Jugoton EPY-3271
- (alle 4 Titel sind Coverversionen von Liedern der Beatles): Oprosti što sam opet tu (Please, Please Me); Voli me (Love Me Do); Ljubav nas čeka (I Want to Hold Your Hand); Zbog nje (From Me to You) – Jugoton EPY-3381 (1964)

### CD
- Izvorne Snimke (ausgewählte Aufnahmen) – Croatia Records, 1994